# D (programspråk)
D är ett objektorienterat, imperativt och funktionellt multiparadigmatiskt programspråk som är en omstrukturering av C/C++ med hjälp av idéer från andra programspråk.
Det utformades som en efterträdare till C/C++ och är till stor del bakåtkompatibelt med C, men är inte avsett att användas i det syftet. Det har inspirerats av dessa språk framförallt av C++.
D har designat om några C++-funktioner och har påverkats av begrepp som används i andra programmeringsspråk, till exempel Java, C # och Eiffel. En stabil version, 1.0, släpptes den 2 januari 2007. En experimentell version, 2.0, släpptes den 17 juni 2007, senaste versionen släpptes den 1 November 2023. 
D har tre officiella kompilatorer med ett gemensamt frontend och ett antal backends: DMD (referenskompilator), GDC (gcc), LDC (LLVM) och SDC (experimentell) . 
Senaste versionen av DMD är 2.105.3, släppt 2023-11-01
Senaste versionen av LDC är LDC 1.35.0, släppt 2023-10-23 

D introducerades år 2000.

## Wikibooks
- D (programspråk) på Wikibooks.
- D (programspråk) på Wikibooks.